# Ghasr-e Mijan
Ghasr-e Mijan (pers. قصرميان) – wieś w południowo-wschodnim Iranie, w ostanie Kerman. W 2006 roku miejscowość liczyła 73 osoby w 17 rodzinach.